# Межі міста (фільм)
«Межі міста» (англ. City Limits) — американський бойовик 1985 року.

## Сюжет
Пройшли роки після того, як загадкова чума знищила практично все доросле населення Землі, діти, що залишилися в живих, підросли і сформували жорстокі мотоциклетні банди. Молодий хлопець Лі, втомлений від нудного життя на фермі, відправляється на пошуки пригод і незабаром опиняється втягнутим у війну між двома бандами. Лі доводить свою спроможність як чоловік і вступає в одну з банд. Але на обрії з'являється нова небезпека. Зловісна корпорація «Sunya» хоче використовувати членів банди в своїх цілях.

## У ролях
| Актор                   | Роль             |
| ----------------------- | ---------------- |
| Джон Стоквелл           | Лі               |
| Даррел Ларсон           | Мік              |
| Рей Дон Чонг            | Йогі             |
| Джеймс Ерл Джонс        | Альберт          |
| Кім Кетролл             | Вікінг           |
| Дон Кіт Оппер           | Семмі            |
| Памела Людвіг           | Френкі           |
| Тоні Плана              | Рамос            |
| Келлі Стюарт            | Рут              |
| Мет Гуліш               | Біллі            |
| Джоаннеллі Надін Ромеро | жінка в пустелі  |
| Норберт Вайссер         | Боло             |
| Марсія Холлі            | непривітлива     |
| Алан Маркус             | непривітливий    |
| Кейн Ходдер             | непривітливий    |
| Дін Девлін              | Ерні             |
| Джон Діл                | Вайті            |
| Шон Райан               | Кріс             |
| Кетрін Харпер           | молода Кліппер   |
| Денні Де Ла Пас         | Рей              |
| Дженніфер Белгобін      | воїн             |
| Чарльз Скурас III       | Sunya ескорт     |
| Террі Робінсон          | Sunya снайпер    |
| Морган Вайссер          | молодий Мік      |
| Роберт Оттінг           | молодий Вайті    |
| Ола Батлер              | молода Йогі      |
| Дерек Джютт             | Лу               |
| Роббі Бенсон            | Карвер           |
| Джозеф Дж. Доусон       | водій вантажівки |
| Ерік Джютт              | Клінт            |
| Джин ЛеБелл             | охоронець межі   |
| Боб Свейн               | Sunya снайпер    |